# Edscottite
L'edscottite est un minéral de composition Fe5C2, découvert en 2019 au sein de la météorite de Wedderburn, une météorite de fer. Elle a été nommée en l'honneur du cosmochimiste américain Edward R. D. Scott.

## Découverte
La météorite de Wedderburn a été découverte en 1951, mais ce n'est qu'en 2019 que l'edscottite a été identifiée, lors du réexamen d'un fragment déposé à l'université de Californie, à Los Angeles. Ce carbure de fer était connu antérieurement, mais comme un sous-produit de la fabrication de la fonte.